# Alstroemeria isabellana
Alstroemeria isabellana este o specie de plante monocotiledonate din genul Alstroemeria, familia Alstroemeriaceae, descrisă de Herb.. Conform Catalogue of Life specia Alstroemeria isabellana nu are subspecii cunoscute.